# Pandas (Software)
pandas ist eine Programmbibliothek für Python zur Verarbeitung, Analyse und Darstellung von Daten. Insbesondere enthält sie Datenstrukturen und Operatoren für den Zugriff auf numerische Tabellen und Zeitreihen. pandas ist Freie Software, veröffentlicht unter der 3-Klausel-BSD-Lizenz. Der Name leitet sich von dem englischen Begriff panel data (Paneldaten) ab, einer ökonometrischen Bezeichnung für Datensätze, die Beobachtungen über mehrere Zeiträume für dieselbe Untersuchungseinheit enthalten.
Der Softwareentwickler Wes McKinney startete mit der Entwicklung 2008, als er ein Werkzeug für die Analyse von Finanzdaten bei AQR Capital brauchte. Bevor er die Firma verließ, überzeugte er seine Vorgesetzten, die Software quelloffen machen zu dürfen. Chang She, ein anderer AQR-Mitarbeiter, wurde 2012 Mitwirkender. Seit 2015 wird das Community-Projekt von NumFOCUS gesponsert und unterstützt.

## Beispiele
Kurven:
```
import
 
pandas
 
as
 
pd

import
 
matplotlib.pyplot
 
as
 
plt

import
 
numpy
 
as
 
np

df
 
=
 
pd
.
DataFrame
(
np
.
random
.
randn
(
100
,
 
5
),
 
columns
=
list
(
'ABCDE'
))

df
=
df
.
cumsum
()

df
.
plot
()

plt
.
show
()

```

 Balkendiagramme:
```
df
 
=
 
pd
.
DataFrame
(
np
.
random
.
rand
(
10
,
 
5
),
 
columns
=
list
(
'ABCDE'
))

df
.
plot
.
bar
(
stacked
=
True
)

plt
.
show
()

```

 Boxplot:
```
df
 
=
 
pd
.
DataFrame
(
np
.
random
.
rand
(
7
,
 
5
),
 
columns
=
list
(
'ABCDE'
))

df
.
plot
.
box
()

plt
.
show
()

```

 Histogramm: 
```
data
 
=
 
pd
.
Series
(
np
.
random
.
normal
(
size
=
100
))

data
.
hist
(
grid
=
False
)

plt
.
show
()

```